# Karcsú gömböskosbor
A karcsú gömböskosbor (Traunsteinera globosa) a kosborfélék családjába tartozó, Európa hegyi rétjein élő, Magyarországon fokozottan védett növényfaj.

## Megjelenése
A karcsú gömböskosbor 20–60 cm magas, lágyszárú, évelő növény. Az ikergumók csupaszok, hosszúkás- gömbölydedek. Tőlevélrózsája nincs, a 4-5 (8) levele a száron egyenletesen elosztva nő. A levelek hosszúkás-lándzsásak, színük hamvasan kékeszöld. A legalsó levél hossza 8–16 cm, szélessége 1,5–3 cm, csúcsa tompa; a felsőbbek kisebbek, keskenyebbek, végük kihegyesedik. A virágzat murvalevelei 0,7-1,1 cm hosszúak, 0,15-0,24 cm szélesek, alakjuk keskeny-lándzsás.
Május közepétől július közepéig virágzik. 40-65 db halványrózsaszín, gyengén illatos virág alkotta fürtvirágzata eleinte széles kúpos, majd a csúcsi virágok kinyílásával gömbölyűvé válik. A lepellevelek csúcsa hosszan elkeskenyedik, a végén bunkószerűen kiszélesedik. A külső lepellevelek (szirmok9 hossza 6,5-9,5 mm, szélessége 2–3 mm. A belső lepellevelek 4,5-6,5 mm hosszúak, 2,4-3.5 mm szélesek. A mézajak háromkaréjú, 5,5-7,5 mm hosszú, 4–7 mm széles, bíborpirosan vagy sötétrózsaszínen pettyezett. Sarkantyúja vékony, lefelé hajló, hossza 2,5-3,7 mm.
Termése 6–9 mm hosszú, 3–4 mm széles toktermés, benne átlagosan 2400 (700-6270) apró maggal.

## Elterjedése
Európa hegyvidékein honos, Északkelet-Spanyolországtól (Pireneusok) kezdve Dél-Franciaországban, az Alpokban, a Kárpátokban és Bulgária hegyvidékéin is él, de a Krím-félszigeten és Észak-Kaukázusban is vannak állományai. Magyarországon jelenleg csak az Északi-középhegység hegyi rétjein fordul elő (Mátra, Bükk, Zempléni-hegység). A Gyertyánkúti-réten viszonylag nagy egyedszámban található meg.

## Életmódja
Szubalpin növény, hegyi réteken, szőrfűgyepekben, alhavasi gyepekben él. Mészkerülő, az enyhén savas kémhatású talajokon fejlődik. Élőhelyein a talaj kémhatását pH 5,0-6,27 közöttinek (átlag pH 5,66) mérték.
A csírázás után két évvel jelenik meg a felszínen. Élettartama 15-30 év. Nem virágzik minden évben, a csak vegetatív hajtást hozó egyedek aránya egy évben 30-65% között változik. Hajtásai április-májusban jelennek meg, Magyarországon május közepe és július közepe között virágzik; középnapja június 16. A termések július végére-augusztus elejére érnek meg. Levelei a nyár végéig zöldek maradnak.
Nektárt nem termel, de illatával mégis képes magához csábítani a megporzó rovarokat (lepkéket, bogarakat, kétszárnyúakat és hártyásszárnyúakat). Illatával és színezetével a nektártermelő növényeket (mint a réti here) utánozza és így csapja be a beporzóit. A virágok megtermékenyülési aránya 35-80%.

## Természetvédelmi helyzete
A karcsú gömböskosbor viszonylag nagy területen elterjedt és franciaországi, németországi és svájci állományai az Alpokban stabilak. A Természetvédelmi Világszövetség Vörös listáján "nem fenyegetett" státusszal szerepel. Az alacsonyabb hegyi legelőkön állományai a túllegeltetés és az eutrofizáció miatt visszaszorulóban vannak. Magyarországon a hegyi rétek kaszálásának felhagyása miatt élőhelyei a beerdősülés miatt megszűnhetnek. Az országban eddig összesen 16, 1990 óta 9 állományát mérték fel, visszaszorulása 44%-os. 1982 óta védett, 1993 óta fokozottan védett, természetvédelmi értéke 100 000 Ft.

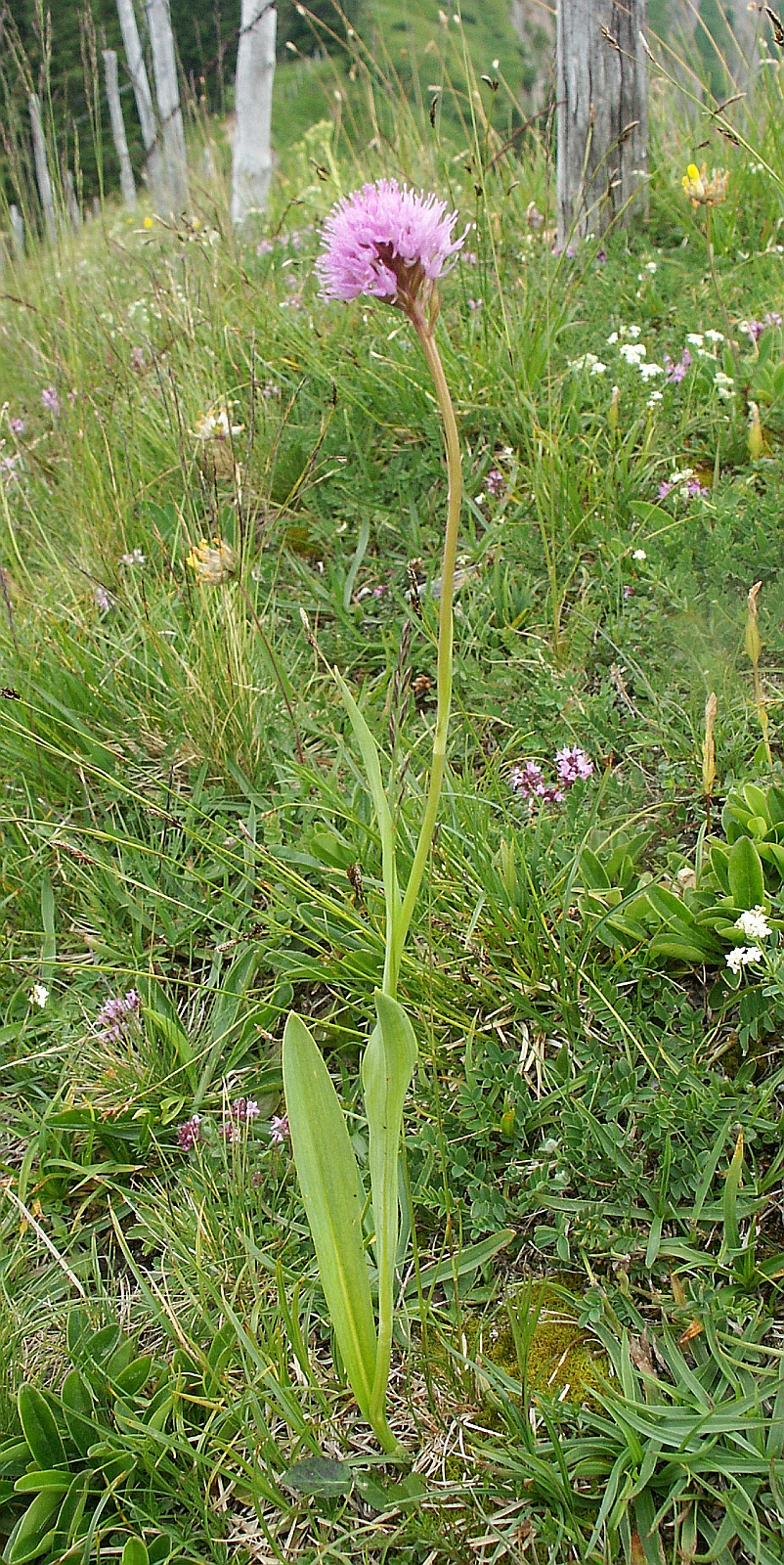
Habitusa
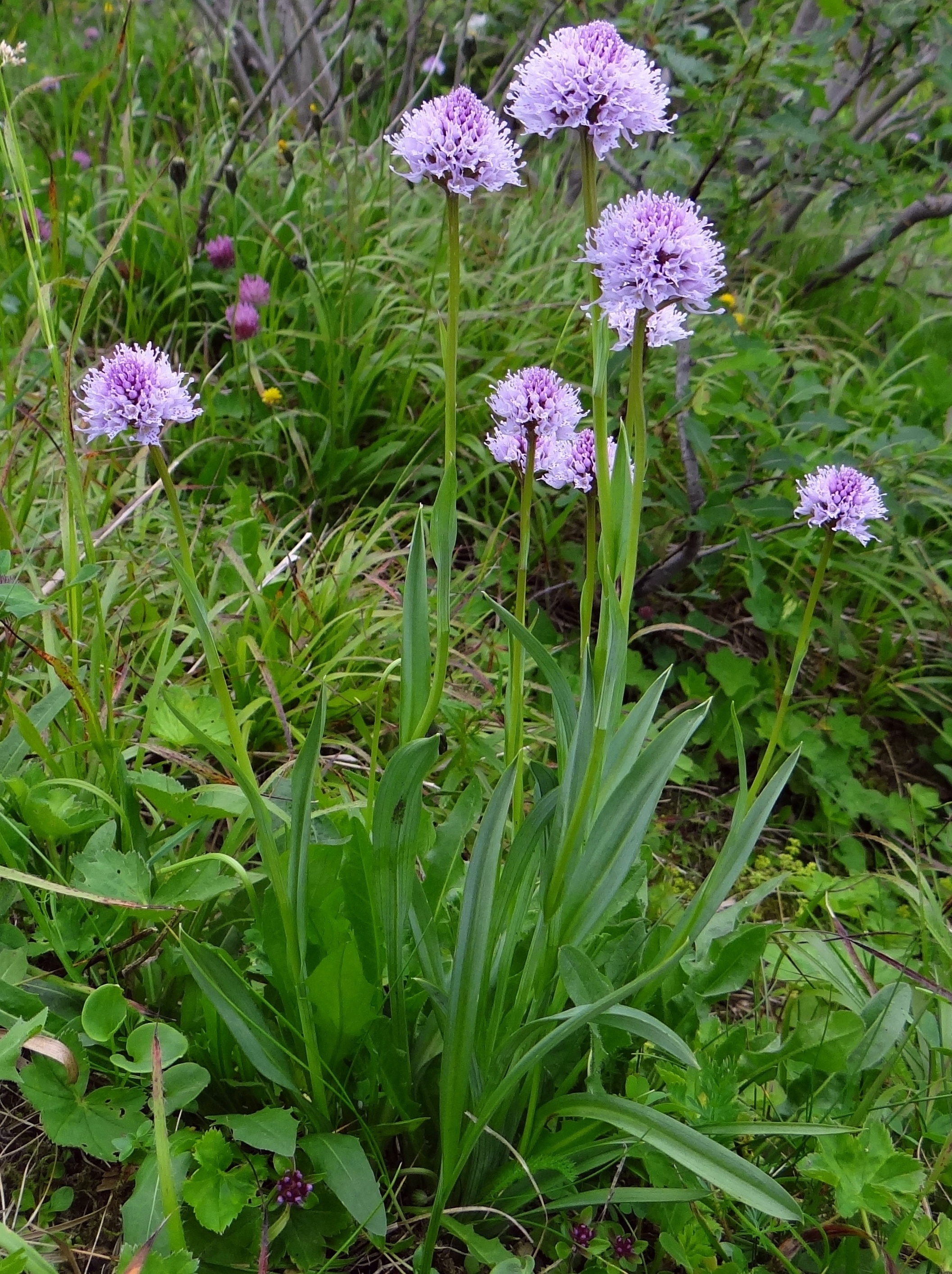
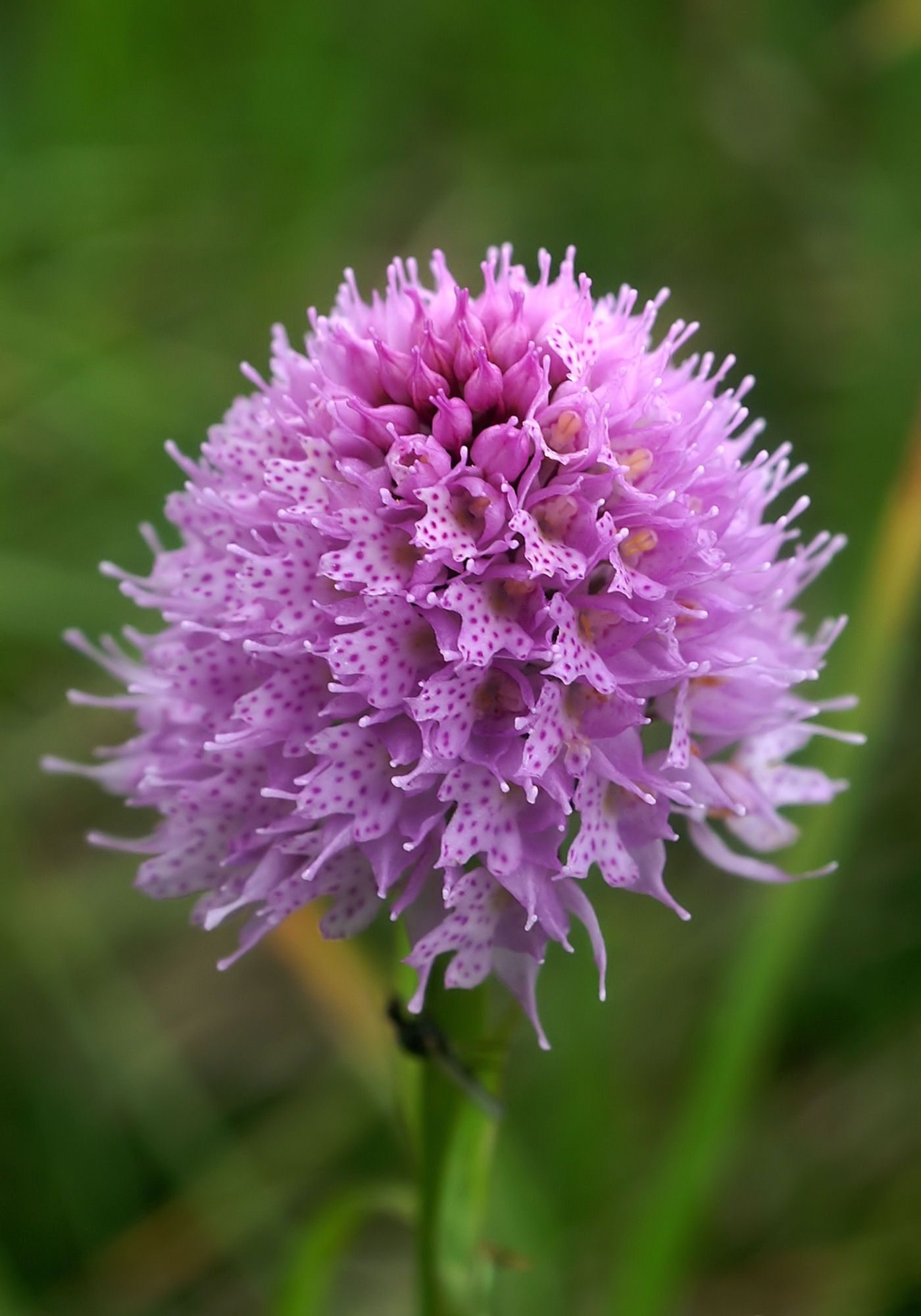
Virága
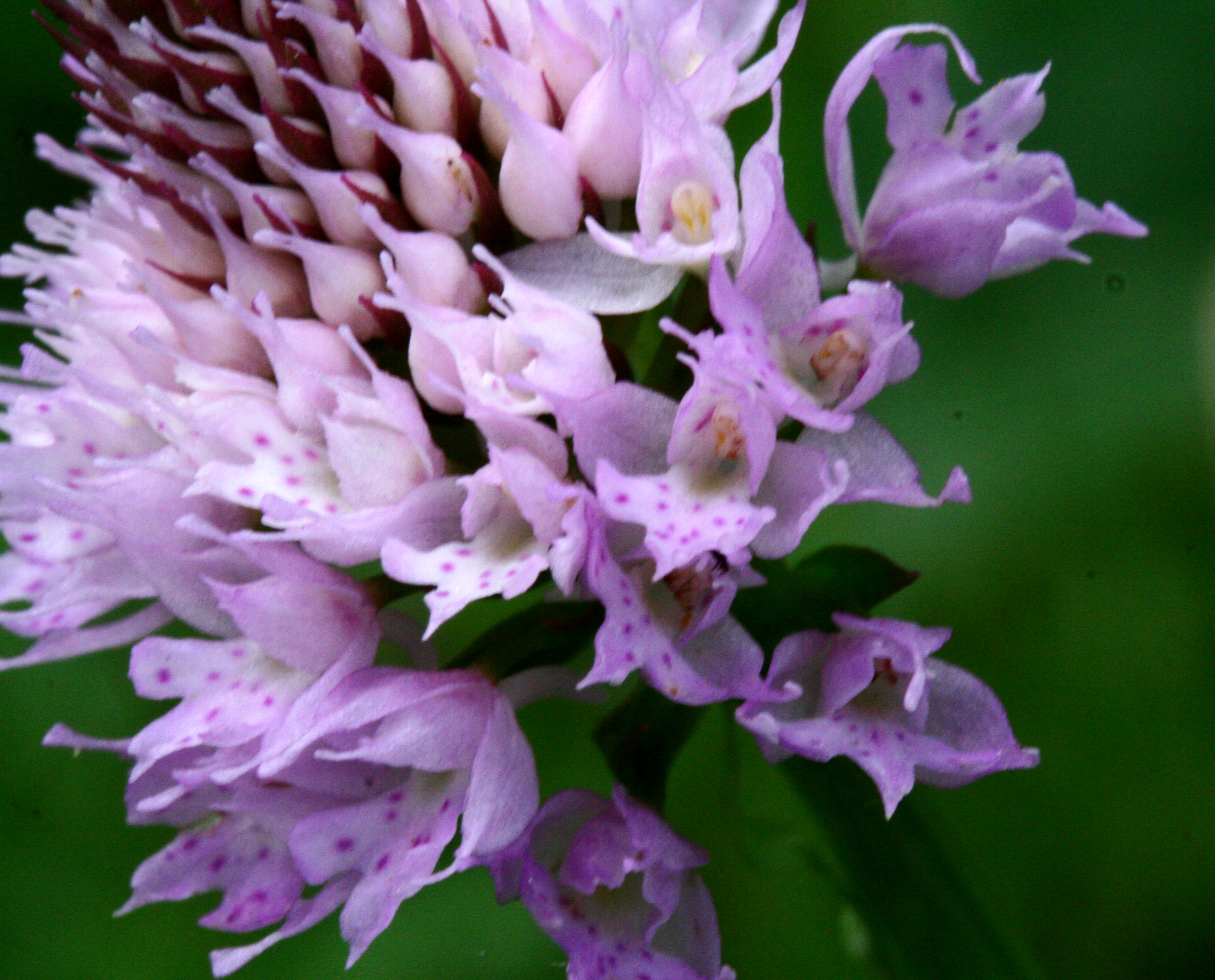
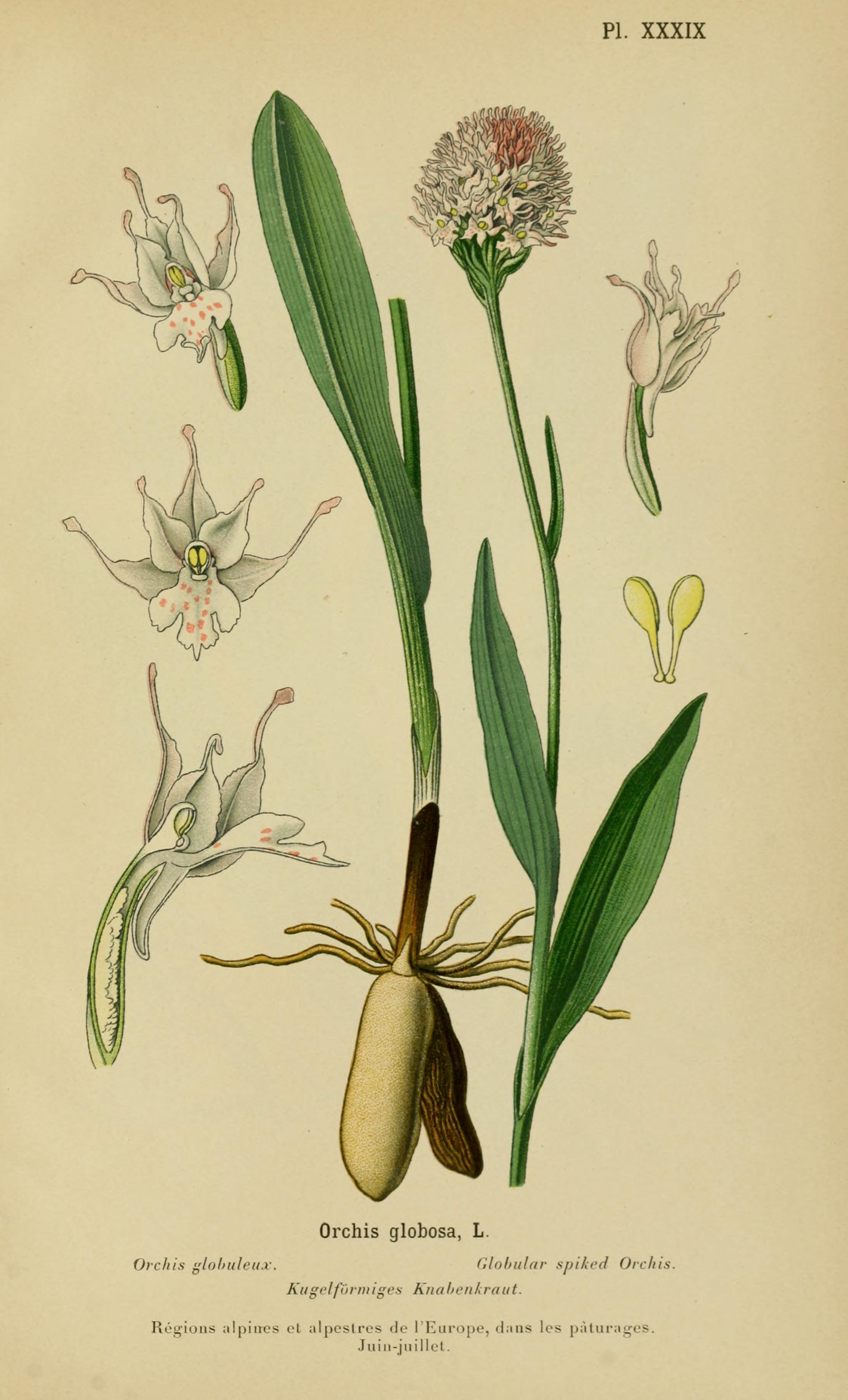
Ábrázolása egy svájci botanikakönyvben (1899)